# Dzhidzhijabl
Dzhidzhijabl (del ruso: Джиджихабль) es un aúl del raión de Teuchezh en la república de Adiguesia de Rusia. Está situado cerca de la orilla meridional del embalse de Krasnodar, en la desembocadura del río Marta, 7 km al norte de Ponezhukái y 67 km al noroeste de Maikop, la capital de la república. Tenía 749 habitantes en 2010, principalmente de etnia adigué.
Es centro administrativo del municipio Dzhidzhijáblskoye, al que pertenecen asimismo Gorodskoi, Kunchukojabl y Tauijabl.

## Historia
Fue fundado en 1840.

## Servicios sociales
En la localidad se halla una escuela de educación general, una biblioteca, una Casa de Cultura y un ambulatorio.